# Швейцарська тема
Швейцарська те́ма — тема в шаховій композиції логічної школи (новонімецької школи). Суть теми —  у білих є певний головний план з певним вступним ходом, але відразу він не проходить, оскільки в чорних є захист. Щоб втілити головний план, необхідно провести попередню гру, але при цьому зміниться загроза головного плану атаки при збереженні вступного ходу цієї атаки.

## Історія

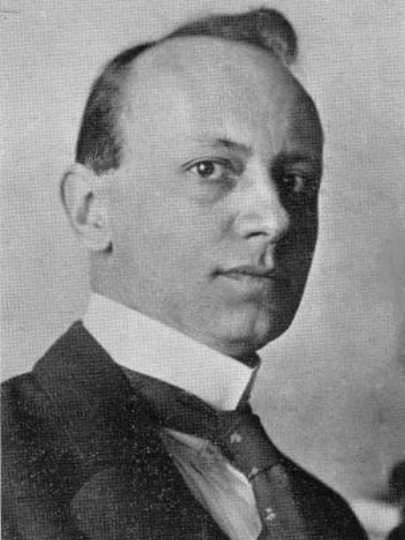
Еріх Брунер

Ідея належить до римської групи тем. Цю ідею запропонували швейцарські шахові композитори, зокрема в 1927 році задачу на дану ідею склав швейцарський шаховий композитор Еріх Брунер (11 грудня 1885 — 16 травня 1938).
Для досягнення мети в білих є ніби заготовлений головний план атаки, але при спробі втілити його відразу, він спростовується чорними. Тоді білі проводять попередню гру (план), в результаті цього де-що змінюється головний план, але при цьому вступний хід цього плану зберігається.
Ідея дістала назву від географічного проживання її розробників — швейцарська тема.
|   | a | b | c | d | e | f | g | h |   |
| 8 | b7 білий ферзь · c6 чорний пішак · d6 білий король · a5 чорний пішак · c5 білий пішак · h5 чорний кінь · b4 білий кінь · d4 білий пішак · e4 чорний пішак · b3 білий кінь · a2 чорний пішак · b2 білий пішак · e2 біла тура · a1 чорна тура · b1 чорний король | b7 білий ферзь · c6 чорний пішак · d6 білий король · a5 чорний пішак · c5 білий пішак · h5 чорний кінь · b4 білий кінь · d4 білий пішак · e4 чорний пішак · b3 білий кінь · a2 чорний пішак · b2 білий пішак · e2 біла тура · a1 чорна тура · b1 чорний король | b7 білий ферзь · c6 чорний пішак · d6 білий король · a5 чорний пішак · c5 білий пішак · h5 чорний кінь · b4 білий кінь · d4 білий пішак · e4 чорний пішак · b3 білий кінь · a2 чорний пішак · b2 білий пішак · e2 біла тура · a1 чорна тура · b1 чорний король | b7 білий ферзь · c6 чорний пішак · d6 білий король · a5 чорний пішак · c5 білий пішак · h5 чорний кінь · b4 білий кінь · d4 білий пішак · e4 чорний пішак · b3 білий кінь · a2 чорний пішак · b2 білий пішак · e2 біла тура · a1 чорна тура · b1 чорний король | b7 білий ферзь · c6 чорний пішак · d6 білий король · a5 чорний пішак · c5 білий пішак · h5 чорний кінь · b4 білий кінь · d4 білий пішак · e4 чорний пішак · b3 білий кінь · a2 чорний пішак · b2 білий пішак · e2 біла тура · a1 чорна тура · b1 чорний король | b7 білий ферзь · c6 чорний пішак · d6 білий король · a5 чорний пішак · c5 білий пішак · h5 чорний кінь · b4 білий кінь · d4 білий пішак · e4 чорний пішак · b3 білий кінь · a2 чорний пішак · b2 білий пішак · e2 біла тура · a1 чорна тура · b1 чорний король | b7 білий ферзь · c6 чорний пішак · d6 білий король · a5 чорний пішак · c5 білий пішак · h5 чорний кінь · b4 білий кінь · d4 білий пішак · e4 чорний пішак · b3 білий кінь · a2 чорний пішак · b2 білий пішак · e2 біла тура · a1 чорна тура · b1 чорний король | b7 білий ферзь · c6 чорний пішак · d6 білий король · a5 чорний пішак · c5 білий пішак · h5 чорний кінь · b4 білий кінь · d4 білий пішак · e4 чорний пішак · b3 білий кінь · a2 чорний пішак · b2 білий пішак · e2 біла тура · a1 чорна тура · b1 чорний король | 8 |
| 7 | b7 білий ферзь · c6 чорний пішак · d6 білий король · a5 чорний пішак · c5 білий пішак · h5 чорний кінь · b4 білий кінь · d4 білий пішак · e4 чорний пішак · b3 білий кінь · a2 чорний пішак · b2 білий пішак · e2 біла тура · a1 чорна тура · b1 чорний король | b7 білий ферзь · c6 чорний пішак · d6 білий король · a5 чорний пішак · c5 білий пішак · h5 чорний кінь · b4 білий кінь · d4 білий пішак · e4 чорний пішак · b3 білий кінь · a2 чорний пішак · b2 білий пішак · e2 біла тура · a1 чорна тура · b1 чорний король | b7 білий ферзь · c6 чорний пішак · d6 білий король · a5 чорний пішак · c5 білий пішак · h5 чорний кінь · b4 білий кінь · d4 білий пішак · e4 чорний пішак · b3 білий кінь · a2 чорний пішак · b2 білий пішак · e2 біла тура · a1 чорна тура · b1 чорний король | b7 білий ферзь · c6 чорний пішак · d6 білий король · a5 чорний пішак · c5 білий пішак · h5 чорний кінь · b4 білий кінь · d4 білий пішак · e4 чорний пішак · b3 білий кінь · a2 чорний пішак · b2 білий пішак · e2 біла тура · a1 чорна тура · b1 чорний король | b7 білий ферзь · c6 чорний пішак · d6 білий король · a5 чорний пішак · c5 білий пішак · h5 чорний кінь · b4 білий кінь · d4 білий пішак · e4 чорний пішак · b3 білий кінь · a2 чорний пішак · b2 білий пішак · e2 біла тура · a1 чорна тура · b1 чорний король | b7 білий ферзь · c6 чорний пішак · d6 білий король · a5 чорний пішак · c5 білий пішак · h5 чорний кінь · b4 білий кінь · d4 білий пішак · e4 чорний пішак · b3 білий кінь · a2 чорний пішак · b2 білий пішак · e2 біла тура · a1 чорна тура · b1 чорний король | b7 білий ферзь · c6 чорний пішак · d6 білий король · a5 чорний пішак · c5 білий пішак · h5 чорний кінь · b4 білий кінь · d4 білий пішак · e4 чорний пішак · b3 білий кінь · a2 чорний пішак · b2 білий пішак · e2 біла тура · a1 чорна тура · b1 чорний король | b7 білий ферзь · c6 чорний пішак · d6 білий король · a5 чорний пішак · c5 білий пішак · h5 чорний кінь · b4 білий кінь · d4 білий пішак · e4 чорний пішак · b3 білий кінь · a2 чорний пішак · b2 білий пішак · e2 біла тура · a1 чорна тура · b1 чорний король | 7 |
| 6 | b7 білий ферзь · c6 чорний пішак · d6 білий король · a5 чорний пішак · c5 білий пішак · h5 чорний кінь · b4 білий кінь · d4 білий пішак · e4 чорний пішак · b3 білий кінь · a2 чорний пішак · b2 білий пішак · e2 біла тура · a1 чорна тура · b1 чорний король | b7 білий ферзь · c6 чорний пішак · d6 білий король · a5 чорний пішак · c5 білий пішак · h5 чорний кінь · b4 білий кінь · d4 білий пішак · e4 чорний пішак · b3 білий кінь · a2 чорний пішак · b2 білий пішак · e2 біла тура · a1 чорна тура · b1 чорний король | b7 білий ферзь · c6 чорний пішак · d6 білий король · a5 чорний пішак · c5 білий пішак · h5 чорний кінь · b4 білий кінь · d4 білий пішак · e4 чорний пішак · b3 білий кінь · a2 чорний пішак · b2 білий пішак · e2 біла тура · a1 чорна тура · b1 чорний король | b7 білий ферзь · c6 чорний пішак · d6 білий король · a5 чорний пішак · c5 білий пішак · h5 чорний кінь · b4 білий кінь · d4 білий пішак · e4 чорний пішак · b3 білий кінь · a2 чорний пішак · b2 білий пішак · e2 біла тура · a1 чорна тура · b1 чорний король | b7 білий ферзь · c6 чорний пішак · d6 білий король · a5 чорний пішак · c5 білий пішак · h5 чорний кінь · b4 білий кінь · d4 білий пішак · e4 чорний пішак · b3 білий кінь · a2 чорний пішак · b2 білий пішак · e2 біла тура · a1 чорна тура · b1 чорний король | b7 білий ферзь · c6 чорний пішак · d6 білий король · a5 чорний пішак · c5 білий пішак · h5 чорний кінь · b4 білий кінь · d4 білий пішак · e4 чорний пішак · b3 білий кінь · a2 чорний пішак · b2 білий пішак · e2 біла тура · a1 чорна тура · b1 чорний король | b7 білий ферзь · c6 чорний пішак · d6 білий король · a5 чорний пішак · c5 білий пішак · h5 чорний кінь · b4 білий кінь · d4 білий пішак · e4 чорний пішак · b3 білий кінь · a2 чорний пішак · b2 білий пішак · e2 біла тура · a1 чорна тура · b1 чорний король | b7 білий ферзь · c6 чорний пішак · d6 білий король · a5 чорний пішак · c5 білий пішак · h5 чорний кінь · b4 білий кінь · d4 білий пішак · e4 чорний пішак · b3 білий кінь · a2 чорний пішак · b2 білий пішак · e2 біла тура · a1 чорна тура · b1 чорний король | 6 |
| 5 | b7 білий ферзь · c6 чорний пішак · d6 білий король · a5 чорний пішак · c5 білий пішак · h5 чорний кінь · b4 білий кінь · d4 білий пішак · e4 чорний пішак · b3 білий кінь · a2 чорний пішак · b2 білий пішак · e2 біла тура · a1 чорна тура · b1 чорний король | b7 білий ферзь · c6 чорний пішак · d6 білий король · a5 чорний пішак · c5 білий пішак · h5 чорний кінь · b4 білий кінь · d4 білий пішак · e4 чорний пішак · b3 білий кінь · a2 чорний пішак · b2 білий пішак · e2 біла тура · a1 чорна тура · b1 чорний король | b7 білий ферзь · c6 чорний пішак · d6 білий король · a5 чорний пішак · c5 білий пішак · h5 чорний кінь · b4 білий кінь · d4 білий пішак · e4 чорний пішак · b3 білий кінь · a2 чорний пішак · b2 білий пішак · e2 біла тура · a1 чорна тура · b1 чорний король | b7 білий ферзь · c6 чорний пішак · d6 білий король · a5 чорний пішак · c5 білий пішак · h5 чорний кінь · b4 білий кінь · d4 білий пішак · e4 чорний пішак · b3 білий кінь · a2 чорний пішак · b2 білий пішак · e2 біла тура · a1 чорна тура · b1 чорний король | b7 білий ферзь · c6 чорний пішак · d6 білий король · a5 чорний пішак · c5 білий пішак · h5 чорний кінь · b4 білий кінь · d4 білий пішак · e4 чорний пішак · b3 білий кінь · a2 чорний пішак · b2 білий пішак · e2 біла тура · a1 чорна тура · b1 чорний король | b7 білий ферзь · c6 чорний пішак · d6 білий король · a5 чорний пішак · c5 білий пішак · h5 чорний кінь · b4 білий кінь · d4 білий пішак · e4 чорний пішак · b3 білий кінь · a2 чорний пішак · b2 білий пішак · e2 біла тура · a1 чорна тура · b1 чорний король | b7 білий ферзь · c6 чорний пішак · d6 білий король · a5 чорний пішак · c5 білий пішак · h5 чорний кінь · b4 білий кінь · d4 білий пішак · e4 чорний пішак · b3 білий кінь · a2 чорний пішак · b2 білий пішак · e2 біла тура · a1 чорна тура · b1 чорний король | b7 білий ферзь · c6 чорний пішак · d6 білий король · a5 чорний пішак · c5 білий пішак · h5 чорний кінь · b4 білий кінь · d4 білий пішак · e4 чорний пішак · b3 білий кінь · a2 чорний пішак · b2 білий пішак · e2 біла тура · a1 чорна тура · b1 чорний король | 5 |
| 4 | b7 білий ферзь · c6 чорний пішак · d6 білий король · a5 чорний пішак · c5 білий пішак · h5 чорний кінь · b4 білий кінь · d4 білий пішак · e4 чорний пішак · b3 білий кінь · a2 чорний пішак · b2 білий пішак · e2 біла тура · a1 чорна тура · b1 чорний король | b7 білий ферзь · c6 чорний пішак · d6 білий король · a5 чорний пішак · c5 білий пішак · h5 чорний кінь · b4 білий кінь · d4 білий пішак · e4 чорний пішак · b3 білий кінь · a2 чорний пішак · b2 білий пішак · e2 біла тура · a1 чорна тура · b1 чорний король | b7 білий ферзь · c6 чорний пішак · d6 білий король · a5 чорний пішак · c5 білий пішак · h5 чорний кінь · b4 білий кінь · d4 білий пішак · e4 чорний пішак · b3 білий кінь · a2 чорний пішак · b2 білий пішак · e2 біла тура · a1 чорна тура · b1 чорний король | b7 білий ферзь · c6 чорний пішак · d6 білий король · a5 чорний пішак · c5 білий пішак · h5 чорний кінь · b4 білий кінь · d4 білий пішак · e4 чорний пішак · b3 білий кінь · a2 чорний пішак · b2 білий пішак · e2 біла тура · a1 чорна тура · b1 чорний король | b7 білий ферзь · c6 чорний пішак · d6 білий король · a5 чорний пішак · c5 білий пішак · h5 чорний кінь · b4 білий кінь · d4 білий пішак · e4 чорний пішак · b3 білий кінь · a2 чорний пішак · b2 білий пішак · e2 біла тура · a1 чорна тура · b1 чорний король | b7 білий ферзь · c6 чорний пішак · d6 білий король · a5 чорний пішак · c5 білий пішак · h5 чорний кінь · b4 білий кінь · d4 білий пішак · e4 чорний пішак · b3 білий кінь · a2 чорний пішак · b2 білий пішак · e2 біла тура · a1 чорна тура · b1 чорний король | b7 білий ферзь · c6 чорний пішак · d6 білий король · a5 чорний пішак · c5 білий пішак · h5 чорний кінь · b4 білий кінь · d4 білий пішак · e4 чорний пішак · b3 білий кінь · a2 чорний пішак · b2 білий пішак · e2 біла тура · a1 чорна тура · b1 чорний король | b7 білий ферзь · c6 чорний пішак · d6 білий король · a5 чорний пішак · c5 білий пішак · h5 чорний кінь · b4 білий кінь · d4 білий пішак · e4 чорний пішак · b3 білий кінь · a2 чорний пішак · b2 білий пішак · e2 біла тура · a1 чорна тура · b1 чорний король | 4 |
| 3 | b7 білий ферзь · c6 чорний пішак · d6 білий король · a5 чорний пішак · c5 білий пішак · h5 чорний кінь · b4 білий кінь · d4 білий пішак · e4 чорний пішак · b3 білий кінь · a2 чорний пішак · b2 білий пішак · e2 біла тура · a1 чорна тура · b1 чорний король | b7 білий ферзь · c6 чорний пішак · d6 білий король · a5 чорний пішак · c5 білий пішак · h5 чорний кінь · b4 білий кінь · d4 білий пішак · e4 чорний пішак · b3 білий кінь · a2 чорний пішак · b2 білий пішак · e2 біла тура · a1 чорна тура · b1 чорний король | b7 білий ферзь · c6 чорний пішак · d6 білий король · a5 чорний пішак · c5 білий пішак · h5 чорний кінь · b4 білий кінь · d4 білий пішак · e4 чорний пішак · b3 білий кінь · a2 чорний пішак · b2 білий пішак · e2 біла тура · a1 чорна тура · b1 чорний король | b7 білий ферзь · c6 чорний пішак · d6 білий король · a5 чорний пішак · c5 білий пішак · h5 чорний кінь · b4 білий кінь · d4 білий пішак · e4 чорний пішак · b3 білий кінь · a2 чорний пішак · b2 білий пішак · e2 біла тура · a1 чорна тура · b1 чорний король | b7 білий ферзь · c6 чорний пішак · d6 білий король · a5 чорний пішак · c5 білий пішак · h5 чорний кінь · b4 білий кінь · d4 білий пішак · e4 чорний пішак · b3 білий кінь · a2 чорний пішак · b2 білий пішак · e2 біла тура · a1 чорна тура · b1 чорний король | b7 білий ферзь · c6 чорний пішак · d6 білий король · a5 чорний пішак · c5 білий пішак · h5 чорний кінь · b4 білий кінь · d4 білий пішак · e4 чорний пішак · b3 білий кінь · a2 чорний пішак · b2 білий пішак · e2 біла тура · a1 чорна тура · b1 чорний король | b7 білий ферзь · c6 чорний пішак · d6 білий король · a5 чорний пішак · c5 білий пішак · h5 чорний кінь · b4 білий кінь · d4 білий пішак · e4 чорний пішак · b3 білий кінь · a2 чорний пішак · b2 білий пішак · e2 біла тура · a1 чорна тура · b1 чорний король | b7 білий ферзь · c6 чорний пішак · d6 білий король · a5 чорний пішак · c5 білий пішак · h5 чорний кінь · b4 білий кінь · d4 білий пішак · e4 чорний пішак · b3 білий кінь · a2 чорний пішак · b2 білий пішак · e2 біла тура · a1 чорна тура · b1 чорний король | 3 |
| 2 | b7 білий ферзь · c6 чорний пішак · d6 білий король · a5 чорний пішак · c5 білий пішак · h5 чорний кінь · b4 білий кінь · d4 білий пішак · e4 чорний пішак · b3 білий кінь · a2 чорний пішак · b2 білий пішак · e2 біла тура · a1 чорна тура · b1 чорний король | b7 білий ферзь · c6 чорний пішак · d6 білий король · a5 чорний пішак · c5 білий пішак · h5 чорний кінь · b4 білий кінь · d4 білий пішак · e4 чорний пішак · b3 білий кінь · a2 чорний пішак · b2 білий пішак · e2 біла тура · a1 чорна тура · b1 чорний король | b7 білий ферзь · c6 чорний пішак · d6 білий король · a5 чорний пішак · c5 білий пішак · h5 чорний кінь · b4 білий кінь · d4 білий пішак · e4 чорний пішак · b3 білий кінь · a2 чорний пішак · b2 білий пішак · e2 біла тура · a1 чорна тура · b1 чорний король | b7 білий ферзь · c6 чорний пішак · d6 білий король · a5 чорний пішак · c5 білий пішак · h5 чорний кінь · b4 білий кінь · d4 білий пішак · e4 чорний пішак · b3 білий кінь · a2 чорний пішак · b2 білий пішак · e2 біла тура · a1 чорна тура · b1 чорний король | b7 білий ферзь · c6 чорний пішак · d6 білий король · a5 чорний пішак · c5 білий пішак · h5 чорний кінь · b4 білий кінь · d4 білий пішак · e4 чорний пішак · b3 білий кінь · a2 чорний пішак · b2 білий пішак · e2 біла тура · a1 чорна тура · b1 чорний король | b7 білий ферзь · c6 чорний пішак · d6 білий король · a5 чорний пішак · c5 білий пішак · h5 чорний кінь · b4 білий кінь · d4 білий пішак · e4 чорний пішак · b3 білий кінь · a2 чорний пішак · b2 білий пішак · e2 біла тура · a1 чорна тура · b1 чорний король | b7 білий ферзь · c6 чорний пішак · d6 білий король · a5 чорний пішак · c5 білий пішак · h5 чорний кінь · b4 білий кінь · d4 білий пішак · e4 чорний пішак · b3 білий кінь · a2 чорний пішак · b2 білий пішак · e2 біла тура · a1 чорна тура · b1 чорний король | b7 білий ферзь · c6 чорний пішак · d6 білий король · a5 чорний пішак · c5 білий пішак · h5 чорний кінь · b4 білий кінь · d4 білий пішак · e4 чорний пішак · b3 білий кінь · a2 чорний пішак · b2 білий пішак · e2 біла тура · a1 чорна тура · b1 чорний король | 2 |
| 1 | b7 білий ферзь · c6 чорний пішак · d6 білий король · a5 чорний пішак · c5 білий пішак · h5 чорний кінь · b4 білий кінь · d4 білий пішак · e4 чорний пішак · b3 білий кінь · a2 чорний пішак · b2 білий пішак · e2 біла тура · a1 чорна тура · b1 чорний король | b7 білий ферзь · c6 чорний пішак · d6 білий король · a5 чорний пішак · c5 білий пішак · h5 чорний кінь · b4 білий кінь · d4 білий пішак · e4 чорний пішак · b3 білий кінь · a2 чорний пішак · b2 білий пішак · e2 біла тура · a1 чорна тура · b1 чорний король | b7 білий ферзь · c6 чорний пішак · d6 білий король · a5 чорний пішак · c5 білий пішак · h5 чорний кінь · b4 білий кінь · d4 білий пішак · e4 чорний пішак · b3 білий кінь · a2 чорний пішак · b2 білий пішак · e2 біла тура · a1 чорна тура · b1 чорний король | b7 білий ферзь · c6 чорний пішак · d6 білий король · a5 чорний пішак · c5 білий пішак · h5 чорний кінь · b4 білий кінь · d4 білий пішак · e4 чорний пішак · b3 білий кінь · a2 чорний пішак · b2 білий пішак · e2 біла тура · a1 чорна тура · b1 чорний король | b7 білий ферзь · c6 чорний пішак · d6 білий король · a5 чорний пішак · c5 білий пішак · h5 чорний кінь · b4 білий кінь · d4 білий пішак · e4 чорний пішак · b3 білий кінь · a2 чорний пішак · b2 білий пішак · e2 біла тура · a1 чорна тура · b1 чорний король | b7 білий ферзь · c6 чорний пішак · d6 білий король · a5 чорний пішак · c5 білий пішак · h5 чорний кінь · b4 білий кінь · d4 білий пішак · e4 чорний пішак · b3 білий кінь · a2 чорний пішак · b2 білий пішак · e2 біла тура · a1 чорна тура · b1 чорний король | b7 білий ферзь · c6 чорний пішак · d6 білий король · a5 чорний пішак · c5 білий пішак · h5 чорний кінь · b4 білий кінь · d4 білий пішак · e4 чорний пішак · b3 білий кінь · a2 чорний пішак · b2 білий пішак · e2 біла тура · a1 чорна тура · b1 чорний король | b7 білий ферзь · c6 чорний пішак · d6 білий король · a5 чорний пішак · c5 білий пішак · h5 чорний кінь · b4 білий кінь · d4 білий пішак · e4 чорний пішак · b3 білий кінь · a2 чорний пішак · b2 білий пішак · e2 біла тура · a1 чорна тура · b1 чорний король | 1 |
|   | a | b | c | d | e | f | g | h |   |

FEN: 8/1Q6/2pK4/p1P4n/1N1Pp3/1N6/pP2R3/rk6
1. Qh7? ~ 2. Qe4#, 1. ... Sf6 2. Qh1#, 1.... Sg3!
1. Sd3! ~ 2. Sd2+ Kc2 3. Db3#
1.... ed 2. Qh7! ~ 3. Qd3#
            2....   Sf4 3. Qh1#
Головний план атаки в білих — напад на чорного пішака «е4» і при відході чорного коня на поле «f6» оголосити мат ферзем з поля «h1»,  але в чорних є захист, який спростовує атаку. Тоді білі проводять підготовчу гру, після жертви білого коня чорний пішак переміщається на поле «d3». Знову та ж атака білих і після відходу чорного коня білий ферзь оголошує мат з поля «h1».
|   | a | b | c | d | e | f | g | h |   |
| 8 | b7 білий ферзь · e7 білий слон · a6 білий король · b6 білий кінь · h6 чорний пішак · c5 білий пішак · d5 білий пішак · f5 білий пішак · g5 чорний пішак · h5 чорна тура · g4 чорний король · f3 біла тура · g3 чорний пішак · h3 чорна тура · e2 білий пішак · g2 чорний пішак · h2 чорний слон · e1 білий кінь | b7 білий ферзь · e7 білий слон · a6 білий король · b6 білий кінь · h6 чорний пішак · c5 білий пішак · d5 білий пішак · f5 білий пішак · g5 чорний пішак · h5 чорна тура · g4 чорний король · f3 біла тура · g3 чорний пішак · h3 чорна тура · e2 білий пішак · g2 чорний пішак · h2 чорний слон · e1 білий кінь | b7 білий ферзь · e7 білий слон · a6 білий король · b6 білий кінь · h6 чорний пішак · c5 білий пішак · d5 білий пішак · f5 білий пішак · g5 чорний пішак · h5 чорна тура · g4 чорний король · f3 біла тура · g3 чорний пішак · h3 чорна тура · e2 білий пішак · g2 чорний пішак · h2 чорний слон · e1 білий кінь | b7 білий ферзь · e7 білий слон · a6 білий король · b6 білий кінь · h6 чорний пішак · c5 білий пішак · d5 білий пішак · f5 білий пішак · g5 чорний пішак · h5 чорна тура · g4 чорний король · f3 біла тура · g3 чорний пішак · h3 чорна тура · e2 білий пішак · g2 чорний пішак · h2 чорний слон · e1 білий кінь | b7 білий ферзь · e7 білий слон · a6 білий король · b6 білий кінь · h6 чорний пішак · c5 білий пішак · d5 білий пішак · f5 білий пішак · g5 чорний пішак · h5 чорна тура · g4 чорний король · f3 біла тура · g3 чорний пішак · h3 чорна тура · e2 білий пішак · g2 чорний пішак · h2 чорний слон · e1 білий кінь | b7 білий ферзь · e7 білий слон · a6 білий король · b6 білий кінь · h6 чорний пішак · c5 білий пішак · d5 білий пішак · f5 білий пішак · g5 чорний пішак · h5 чорна тура · g4 чорний король · f3 біла тура · g3 чорний пішак · h3 чорна тура · e2 білий пішак · g2 чорний пішак · h2 чорний слон · e1 білий кінь | b7 білий ферзь · e7 білий слон · a6 білий король · b6 білий кінь · h6 чорний пішак · c5 білий пішак · d5 білий пішак · f5 білий пішак · g5 чорний пішак · h5 чорна тура · g4 чорний король · f3 біла тура · g3 чорний пішак · h3 чорна тура · e2 білий пішак · g2 чорний пішак · h2 чорний слон · e1 білий кінь | b7 білий ферзь · e7 білий слон · a6 білий король · b6 білий кінь · h6 чорний пішак · c5 білий пішак · d5 білий пішак · f5 білий пішак · g5 чорний пішак · h5 чорна тура · g4 чорний король · f3 біла тура · g3 чорний пішак · h3 чорна тура · e2 білий пішак · g2 чорний пішак · h2 чорний слон · e1 білий кінь | 8 |
| 7 | b7 білий ферзь · e7 білий слон · a6 білий король · b6 білий кінь · h6 чорний пішак · c5 білий пішак · d5 білий пішак · f5 білий пішак · g5 чорний пішак · h5 чорна тура · g4 чорний король · f3 біла тура · g3 чорний пішак · h3 чорна тура · e2 білий пішак · g2 чорний пішак · h2 чорний слон · e1 білий кінь | b7 білий ферзь · e7 білий слон · a6 білий король · b6 білий кінь · h6 чорний пішак · c5 білий пішак · d5 білий пішак · f5 білий пішак · g5 чорний пішак · h5 чорна тура · g4 чорний король · f3 біла тура · g3 чорний пішак · h3 чорна тура · e2 білий пішак · g2 чорний пішак · h2 чорний слон · e1 білий кінь | b7 білий ферзь · e7 білий слон · a6 білий король · b6 білий кінь · h6 чорний пішак · c5 білий пішак · d5 білий пішак · f5 білий пішак · g5 чорний пішак · h5 чорна тура · g4 чорний король · f3 біла тура · g3 чорний пішак · h3 чорна тура · e2 білий пішак · g2 чорний пішак · h2 чорний слон · e1 білий кінь | b7 білий ферзь · e7 білий слон · a6 білий король · b6 білий кінь · h6 чорний пішак · c5 білий пішак · d5 білий пішак · f5 білий пішак · g5 чорний пішак · h5 чорна тура · g4 чорний король · f3 біла тура · g3 чорний пішак · h3 чорна тура · e2 білий пішак · g2 чорний пішак · h2 чорний слон · e1 білий кінь | b7 білий ферзь · e7 білий слон · a6 білий король · b6 білий кінь · h6 чорний пішак · c5 білий пішак · d5 білий пішак · f5 білий пішак · g5 чорний пішак · h5 чорна тура · g4 чорний король · f3 біла тура · g3 чорний пішак · h3 чорна тура · e2 білий пішак · g2 чорний пішак · h2 чорний слон · e1 білий кінь | b7 білий ферзь · e7 білий слон · a6 білий король · b6 білий кінь · h6 чорний пішак · c5 білий пішак · d5 білий пішак · f5 білий пішак · g5 чорний пішак · h5 чорна тура · g4 чорний король · f3 біла тура · g3 чорний пішак · h3 чорна тура · e2 білий пішак · g2 чорний пішак · h2 чорний слон · e1 білий кінь | b7 білий ферзь · e7 білий слон · a6 білий король · b6 білий кінь · h6 чорний пішак · c5 білий пішак · d5 білий пішак · f5 білий пішак · g5 чорний пішак · h5 чорна тура · g4 чорний король · f3 біла тура · g3 чорний пішак · h3 чорна тура · e2 білий пішак · g2 чорний пішак · h2 чорний слон · e1 білий кінь | b7 білий ферзь · e7 білий слон · a6 білий король · b6 білий кінь · h6 чорний пішак · c5 білий пішак · d5 білий пішак · f5 білий пішак · g5 чорний пішак · h5 чорна тура · g4 чорний король · f3 біла тура · g3 чорний пішак · h3 чорна тура · e2 білий пішак · g2 чорний пішак · h2 чорний слон · e1 білий кінь | 7 |
| 6 | b7 білий ферзь · e7 білий слон · a6 білий король · b6 білий кінь · h6 чорний пішак · c5 білий пішак · d5 білий пішак · f5 білий пішак · g5 чорний пішак · h5 чорна тура · g4 чорний король · f3 біла тура · g3 чорний пішак · h3 чорна тура · e2 білий пішак · g2 чорний пішак · h2 чорний слон · e1 білий кінь | b7 білий ферзь · e7 білий слон · a6 білий король · b6 білий кінь · h6 чорний пішак · c5 білий пішак · d5 білий пішак · f5 білий пішак · g5 чорний пішак · h5 чорна тура · g4 чорний король · f3 біла тура · g3 чорний пішак · h3 чорна тура · e2 білий пішак · g2 чорний пішак · h2 чорний слон · e1 білий кінь | b7 білий ферзь · e7 білий слон · a6 білий король · b6 білий кінь · h6 чорний пішак · c5 білий пішак · d5 білий пішак · f5 білий пішак · g5 чорний пішак · h5 чорна тура · g4 чорний король · f3 біла тура · g3 чорний пішак · h3 чорна тура · e2 білий пішак · g2 чорний пішак · h2 чорний слон · e1 білий кінь | b7 білий ферзь · e7 білий слон · a6 білий король · b6 білий кінь · h6 чорний пішак · c5 білий пішак · d5 білий пішак · f5 білий пішак · g5 чорний пішак · h5 чорна тура · g4 чорний король · f3 біла тура · g3 чорний пішак · h3 чорна тура · e2 білий пішак · g2 чорний пішак · h2 чорний слон · e1 білий кінь | b7 білий ферзь · e7 білий слон · a6 білий король · b6 білий кінь · h6 чорний пішак · c5 білий пішак · d5 білий пішак · f5 білий пішак · g5 чорний пішак · h5 чорна тура · g4 чорний король · f3 біла тура · g3 чорний пішак · h3 чорна тура · e2 білий пішак · g2 чорний пішак · h2 чорний слон · e1 білий кінь | b7 білий ферзь · e7 білий слон · a6 білий король · b6 білий кінь · h6 чорний пішак · c5 білий пішак · d5 білий пішак · f5 білий пішак · g5 чорний пішак · h5 чорна тура · g4 чорний король · f3 біла тура · g3 чорний пішак · h3 чорна тура · e2 білий пішак · g2 чорний пішак · h2 чорний слон · e1 білий кінь | b7 білий ферзь · e7 білий слон · a6 білий король · b6 білий кінь · h6 чорний пішак · c5 білий пішак · d5 білий пішак · f5 білий пішак · g5 чорний пішак · h5 чорна тура · g4 чорний король · f3 біла тура · g3 чорний пішак · h3 чорна тура · e2 білий пішак · g2 чорний пішак · h2 чорний слон · e1 білий кінь | b7 білий ферзь · e7 білий слон · a6 білий король · b6 білий кінь · h6 чорний пішак · c5 білий пішак · d5 білий пішак · f5 білий пішак · g5 чорний пішак · h5 чорна тура · g4 чорний король · f3 біла тура · g3 чорний пішак · h3 чорна тура · e2 білий пішак · g2 чорний пішак · h2 чорний слон · e1 білий кінь | 6 |
| 5 | b7 білий ферзь · e7 білий слон · a6 білий король · b6 білий кінь · h6 чорний пішак · c5 білий пішак · d5 білий пішак · f5 білий пішак · g5 чорний пішак · h5 чорна тура · g4 чорний король · f3 біла тура · g3 чорний пішак · h3 чорна тура · e2 білий пішак · g2 чорний пішак · h2 чорний слон · e1 білий кінь | b7 білий ферзь · e7 білий слон · a6 білий король · b6 білий кінь · h6 чорний пішак · c5 білий пішак · d5 білий пішак · f5 білий пішак · g5 чорний пішак · h5 чорна тура · g4 чорний король · f3 біла тура · g3 чорний пішак · h3 чорна тура · e2 білий пішак · g2 чорний пішак · h2 чорний слон · e1 білий кінь | b7 білий ферзь · e7 білий слон · a6 білий король · b6 білий кінь · h6 чорний пішак · c5 білий пішак · d5 білий пішак · f5 білий пішак · g5 чорний пішак · h5 чорна тура · g4 чорний король · f3 біла тура · g3 чорний пішак · h3 чорна тура · e2 білий пішак · g2 чорний пішак · h2 чорний слон · e1 білий кінь | b7 білий ферзь · e7 білий слон · a6 білий король · b6 білий кінь · h6 чорний пішак · c5 білий пішак · d5 білий пішак · f5 білий пішак · g5 чорний пішак · h5 чорна тура · g4 чорний король · f3 біла тура · g3 чорний пішак · h3 чорна тура · e2 білий пішак · g2 чорний пішак · h2 чорний слон · e1 білий кінь | b7 білий ферзь · e7 білий слон · a6 білий король · b6 білий кінь · h6 чорний пішак · c5 білий пішак · d5 білий пішак · f5 білий пішак · g5 чорний пішак · h5 чорна тура · g4 чорний король · f3 біла тура · g3 чорний пішак · h3 чорна тура · e2 білий пішак · g2 чорний пішак · h2 чорний слон · e1 білий кінь | b7 білий ферзь · e7 білий слон · a6 білий король · b6 білий кінь · h6 чорний пішак · c5 білий пішак · d5 білий пішак · f5 білий пішак · g5 чорний пішак · h5 чорна тура · g4 чорний король · f3 біла тура · g3 чорний пішак · h3 чорна тура · e2 білий пішак · g2 чорний пішак · h2 чорний слон · e1 білий кінь | b7 білий ферзь · e7 білий слон · a6 білий король · b6 білий кінь · h6 чорний пішак · c5 білий пішак · d5 білий пішак · f5 білий пішак · g5 чорний пішак · h5 чорна тура · g4 чорний король · f3 біла тура · g3 чорний пішак · h3 чорна тура · e2 білий пішак · g2 чорний пішак · h2 чорний слон · e1 білий кінь | b7 білий ферзь · e7 білий слон · a6 білий король · b6 білий кінь · h6 чорний пішак · c5 білий пішак · d5 білий пішак · f5 білий пішак · g5 чорний пішак · h5 чорна тура · g4 чорний король · f3 біла тура · g3 чорний пішак · h3 чорна тура · e2 білий пішак · g2 чорний пішак · h2 чорний слон · e1 білий кінь | 5 |
| 4 | b7 білий ферзь · e7 білий слон · a6 білий король · b6 білий кінь · h6 чорний пішак · c5 білий пішак · d5 білий пішак · f5 білий пішак · g5 чорний пішак · h5 чорна тура · g4 чорний король · f3 біла тура · g3 чорний пішак · h3 чорна тура · e2 білий пішак · g2 чорний пішак · h2 чорний слон · e1 білий кінь | b7 білий ферзь · e7 білий слон · a6 білий король · b6 білий кінь · h6 чорний пішак · c5 білий пішак · d5 білий пішак · f5 білий пішак · g5 чорний пішак · h5 чорна тура · g4 чорний король · f3 біла тура · g3 чорний пішак · h3 чорна тура · e2 білий пішак · g2 чорний пішак · h2 чорний слон · e1 білий кінь | b7 білий ферзь · e7 білий слон · a6 білий король · b6 білий кінь · h6 чорний пішак · c5 білий пішак · d5 білий пішак · f5 білий пішак · g5 чорний пішак · h5 чорна тура · g4 чорний король · f3 біла тура · g3 чорний пішак · h3 чорна тура · e2 білий пішак · g2 чорний пішак · h2 чорний слон · e1 білий кінь | b7 білий ферзь · e7 білий слон · a6 білий король · b6 білий кінь · h6 чорний пішак · c5 білий пішак · d5 білий пішак · f5 білий пішак · g5 чорний пішак · h5 чорна тура · g4 чорний король · f3 біла тура · g3 чорний пішак · h3 чорна тура · e2 білий пішак · g2 чорний пішак · h2 чорний слон · e1 білий кінь | b7 білий ферзь · e7 білий слон · a6 білий король · b6 білий кінь · h6 чорний пішак · c5 білий пішак · d5 білий пішак · f5 білий пішак · g5 чорний пішак · h5 чорна тура · g4 чорний король · f3 біла тура · g3 чорний пішак · h3 чорна тура · e2 білий пішак · g2 чорний пішак · h2 чорний слон · e1 білий кінь | b7 білий ферзь · e7 білий слон · a6 білий король · b6 білий кінь · h6 чорний пішак · c5 білий пішак · d5 білий пішак · f5 білий пішак · g5 чорний пішак · h5 чорна тура · g4 чорний король · f3 біла тура · g3 чорний пішак · h3 чорна тура · e2 білий пішак · g2 чорний пішак · h2 чорний слон · e1 білий кінь | b7 білий ферзь · e7 білий слон · a6 білий король · b6 білий кінь · h6 чорний пішак · c5 білий пішак · d5 білий пішак · f5 білий пішак · g5 чорний пішак · h5 чорна тура · g4 чорний король · f3 біла тура · g3 чорний пішак · h3 чорна тура · e2 білий пішак · g2 чорний пішак · h2 чорний слон · e1 білий кінь | b7 білий ферзь · e7 білий слон · a6 білий король · b6 білий кінь · h6 чорний пішак · c5 білий пішак · d5 білий пішак · f5 білий пішак · g5 чорний пішак · h5 чорна тура · g4 чорний король · f3 біла тура · g3 чорний пішак · h3 чорна тура · e2 білий пішак · g2 чорний пішак · h2 чорний слон · e1 білий кінь | 4 |
| 3 | b7 білий ферзь · e7 білий слон · a6 білий король · b6 білий кінь · h6 чорний пішак · c5 білий пішак · d5 білий пішак · f5 білий пішак · g5 чорний пішак · h5 чорна тура · g4 чорний король · f3 біла тура · g3 чорний пішак · h3 чорна тура · e2 білий пішак · g2 чорний пішак · h2 чорний слон · e1 білий кінь | b7 білий ферзь · e7 білий слон · a6 білий король · b6 білий кінь · h6 чорний пішак · c5 білий пішак · d5 білий пішак · f5 білий пішак · g5 чорний пішак · h5 чорна тура · g4 чорний король · f3 біла тура · g3 чорний пішак · h3 чорна тура · e2 білий пішак · g2 чорний пішак · h2 чорний слон · e1 білий кінь | b7 білий ферзь · e7 білий слон · a6 білий король · b6 білий кінь · h6 чорний пішак · c5 білий пішак · d5 білий пішак · f5 білий пішак · g5 чорний пішак · h5 чорна тура · g4 чорний король · f3 біла тура · g3 чорний пішак · h3 чорна тура · e2 білий пішак · g2 чорний пішак · h2 чорний слон · e1 білий кінь | b7 білий ферзь · e7 білий слон · a6 білий король · b6 білий кінь · h6 чорний пішак · c5 білий пішак · d5 білий пішак · f5 білий пішак · g5 чорний пішак · h5 чорна тура · g4 чорний король · f3 біла тура · g3 чорний пішак · h3 чорна тура · e2 білий пішак · g2 чорний пішак · h2 чорний слон · e1 білий кінь | b7 білий ферзь · e7 білий слон · a6 білий король · b6 білий кінь · h6 чорний пішак · c5 білий пішак · d5 білий пішак · f5 білий пішак · g5 чорний пішак · h5 чорна тура · g4 чорний король · f3 біла тура · g3 чорний пішак · h3 чорна тура · e2 білий пішак · g2 чорний пішак · h2 чорний слон · e1 білий кінь | b7 білий ферзь · e7 білий слон · a6 білий король · b6 білий кінь · h6 чорний пішак · c5 білий пішак · d5 білий пішак · f5 білий пішак · g5 чорний пішак · h5 чорна тура · g4 чорний король · f3 біла тура · g3 чорний пішак · h3 чорна тура · e2 білий пішак · g2 чорний пішак · h2 чорний слон · e1 білий кінь | b7 білий ферзь · e7 білий слон · a6 білий король · b6 білий кінь · h6 чорний пішак · c5 білий пішак · d5 білий пішак · f5 білий пішак · g5 чорний пішак · h5 чорна тура · g4 чорний король · f3 біла тура · g3 чорний пішак · h3 чорна тура · e2 білий пішак · g2 чорний пішак · h2 чорний слон · e1 білий кінь | b7 білий ферзь · e7 білий слон · a6 білий король · b6 білий кінь · h6 чорний пішак · c5 білий пішак · d5 білий пішак · f5 білий пішак · g5 чорний пішак · h5 чорна тура · g4 чорний король · f3 біла тура · g3 чорний пішак · h3 чорна тура · e2 білий пішак · g2 чорний пішак · h2 чорний слон · e1 білий кінь | 3 |
| 2 | b7 білий ферзь · e7 білий слон · a6 білий король · b6 білий кінь · h6 чорний пішак · c5 білий пішак · d5 білий пішак · f5 білий пішак · g5 чорний пішак · h5 чорна тура · g4 чорний король · f3 біла тура · g3 чорний пішак · h3 чорна тура · e2 білий пішак · g2 чорний пішак · h2 чорний слон · e1 білий кінь | b7 білий ферзь · e7 білий слон · a6 білий король · b6 білий кінь · h6 чорний пішак · c5 білий пішак · d5 білий пішак · f5 білий пішак · g5 чорний пішак · h5 чорна тура · g4 чорний король · f3 біла тура · g3 чорний пішак · h3 чорна тура · e2 білий пішак · g2 чорний пішак · h2 чорний слон · e1 білий кінь | b7 білий ферзь · e7 білий слон · a6 білий король · b6 білий кінь · h6 чорний пішак · c5 білий пішак · d5 білий пішак · f5 білий пішак · g5 чорний пішак · h5 чорна тура · g4 чорний король · f3 біла тура · g3 чорний пішак · h3 чорна тура · e2 білий пішак · g2 чорний пішак · h2 чорний слон · e1 білий кінь | b7 білий ферзь · e7 білий слон · a6 білий король · b6 білий кінь · h6 чорний пішак · c5 білий пішак · d5 білий пішак · f5 білий пішак · g5 чорний пішак · h5 чорна тура · g4 чорний король · f3 біла тура · g3 чорний пішак · h3 чорна тура · e2 білий пішак · g2 чорний пішак · h2 чорний слон · e1 білий кінь | b7 білий ферзь · e7 білий слон · a6 білий король · b6 білий кінь · h6 чорний пішак · c5 білий пішак · d5 білий пішак · f5 білий пішак · g5 чорний пішак · h5 чорна тура · g4 чорний король · f3 біла тура · g3 чорний пішак · h3 чорна тура · e2 білий пішак · g2 чорний пішак · h2 чорний слон · e1 білий кінь | b7 білий ферзь · e7 білий слон · a6 білий король · b6 білий кінь · h6 чорний пішак · c5 білий пішак · d5 білий пішак · f5 білий пішак · g5 чорний пішак · h5 чорна тура · g4 чорний король · f3 біла тура · g3 чорний пішак · h3 чорна тура · e2 білий пішак · g2 чорний пішак · h2 чорний слон · e1 білий кінь | b7 білий ферзь · e7 білий слон · a6 білий король · b6 білий кінь · h6 чорний пішак · c5 білий пішак · d5 білий пішак · f5 білий пішак · g5 чорний пішак · h5 чорна тура · g4 чорний король · f3 біла тура · g3 чорний пішак · h3 чорна тура · e2 білий пішак · g2 чорний пішак · h2 чорний слон · e1 білий кінь | b7 білий ферзь · e7 білий слон · a6 білий король · b6 білий кінь · h6 чорний пішак · c5 білий пішак · d5 білий пішак · f5 білий пішак · g5 чорний пішак · h5 чорна тура · g4 чорний король · f3 біла тура · g3 чорний пішак · h3 чорна тура · e2 білий пішак · g2 чорний пішак · h2 чорний слон · e1 білий кінь | 2 |
| 1 | b7 білий ферзь · e7 білий слон · a6 білий король · b6 білий кінь · h6 чорний пішак · c5 білий пішак · d5 білий пішак · f5 білий пішак · g5 чорний пішак · h5 чорна тура · g4 чорний король · f3 біла тура · g3 чорний пішак · h3 чорна тура · e2 білий пішак · g2 чорний пішак · h2 чорний слон · e1 білий кінь | b7 білий ферзь · e7 білий слон · a6 білий король · b6 білий кінь · h6 чорний пішак · c5 білий пішак · d5 білий пішак · f5 білий пішак · g5 чорний пішак · h5 чорна тура · g4 чорний король · f3 біла тура · g3 чорний пішак · h3 чорна тура · e2 білий пішак · g2 чорний пішак · h2 чорний слон · e1 білий кінь | b7 білий ферзь · e7 білий слон · a6 білий король · b6 білий кінь · h6 чорний пішак · c5 білий пішак · d5 білий пішак · f5 білий пішак · g5 чорний пішак · h5 чорна тура · g4 чорний король · f3 біла тура · g3 чорний пішак · h3 чорна тура · e2 білий пішак · g2 чорний пішак · h2 чорний слон · e1 білий кінь | b7 білий ферзь · e7 білий слон · a6 білий король · b6 білий кінь · h6 чорний пішак · c5 білий пішак · d5 білий пішак · f5 білий пішак · g5 чорний пішак · h5 чорна тура · g4 чорний король · f3 біла тура · g3 чорний пішак · h3 чорна тура · e2 білий пішак · g2 чорний пішак · h2 чорний слон · e1 білий кінь | b7 білий ферзь · e7 білий слон · a6 білий король · b6 білий кінь · h6 чорний пішак · c5 білий пішак · d5 білий пішак · f5 білий пішак · g5 чорний пішак · h5 чорна тура · g4 чорний король · f3 біла тура · g3 чорний пішак · h3 чорна тура · e2 білий пішак · g2 чорний пішак · h2 чорний слон · e1 білий кінь | b7 білий ферзь · e7 білий слон · a6 білий король · b6 білий кінь · h6 чорний пішак · c5 білий пішак · d5 білий пішак · f5 білий пішак · g5 чорний пішак · h5 чорна тура · g4 чорний король · f3 біла тура · g3 чорний пішак · h3 чорна тура · e2 білий пішак · g2 чорний пішак · h2 чорний слон · e1 білий кінь | b7 білий ферзь · e7 білий слон · a6 білий король · b6 білий кінь · h6 чорний пішак · c5 білий пішак · d5 білий пішак · f5 білий пішак · g5 чорний пішак · h5 чорна тура · g4 чорний король · f3 біла тура · g3 чорний пішак · h3 чорна тура · e2 білий пішак · g2 чорний пішак · h2 чорний слон · e1 білий кінь | b7 білий ферзь · e7 білий слон · a6 білий король · b6 білий кінь · h6 чорний пішак · c5 білий пішак · d5 білий пішак · f5 білий пішак · g5 чорний пішак · h5 чорна тура · g4 чорний король · f3 біла тура · g3 чорний пішак · h3 чорна тура · e2 білий пішак · g2 чорний пішак · h2 чорний слон · e1 білий кінь | 1 |
|   | a | b | c | d | e | f | g | h |   |

1. Dd7? ~ 2. Da4#, 1.... T5h4!
1. Sd3! ~ 2. Se5+ Kh4 3. Tf4#
1.... T3h4 2. Dd7! ~ 2. f6#
            2....   Th3 3. Da4#